# Saison 1993-1994 de la LHOu
Saison précédente Saison suivante
La saison 1993-1994 est la 28e saison de hockey sur glace de la Ligue de hockey de l'Ouest. Les Blazers de Kamloops remporte la Coupe du Président pour une deuxième fois en trois saisons en battant en finale les Blades de Saskatoon. Puis, les Blazers remportèrent également la Coupe Memorial.

## Saison régulière

### Classement
| Division Est             | PJ | V  | D  | N | Pts | BP  | BC  |
| ------------------------ | -- | -- | -- | - | --- | --- | --- |
| Blades de Saskatoon      | 72 | 49 | 22 | 1 | 99  | 326 | 229 |
| Wheat Kings de Brandon   | 72 | 42 | 25 | 5 | 89  | 291 | 251 |
| Hurricanes de Lethbridge | 72 | 35 | 32 | 5 | 75  | 306 | 317 |
| Broncos de Swift Current | 72 | 35 | 33 | 4 | 74  | 284 | 258 |
| Tigers de Medicine Hat   | 72 | 33 | 33 | 6 | 72  | 263 | 264 |
| Rebels de Red Deer       | 72 | 35 | 36 | 1 | 71  | 310 | 334 |
| Pats de Regina           | 72 | 34 | 36 | 2 | 70  | 308 | 341 |
| Raiders de Prince Albert | 72 | 31 | 37 | 4 | 66  | 326 | 321 |
| Warriors de Moose Jaw    | 72 | 21 | 48 | 3 | 45  | 269 | 361 |

| Division Ouest           | PJ | V  | D  | N | Pts | BP  | BC  |
| ------------------------ | -- | -- | -- | - | --- | --- | --- |
| Blazers de Kamloops      | 72 | 50 | 16 | 6 | 106 | 381 | 225 |
| Winter Hawks de Portland | 72 | 49 | 22 | 1 | 99  | 392 | 260 |
| Rockets de Tacoma        | 72 | 33 | 34 | 5 | 71  | 303 | 301 |
| Thunderbirds de Seattle  | 72 | 32 | 37 | 3 | 67  | 283 | 312 |
| Chiefs de Spokane        | 72 | 31 | 37 | 4 | 66  | 324 | 320 |
| Americans de Tri-City    | 72 | 19 | 48 | 5 | 43  | 272 | 373 |
| Cougars de Victoria      | 72 | 18 | 51 | 3 | 39  | 222 | 393 |

### Meilleurs pointeurs
| Joueur         | Équipe       | PJ | B  | A  | Pts | Pun |
| -------------- | ------------ | -- | -- | -- | --- | --- |
| Lonny Bohonos  | Portland     | 70 | 62 | 90 | 152 | 80  |
| Darcy Tucker   | Kamloops     | 66 | 52 | 88 | 140 | 143 |
| Domenic Pittis | Lethbridge   | 72 | 58 | 69 | 127 | 93  |
| Ryan Duthie    | Spokane      | 71 | 57 | 69 | 126 | 111 |
| Allan Egeland  | Tacoma       | 70 | 47 | 76 | 123 | 204 |
| John Varga     | Tacoma       | 65 | 60 | 62 | 122 | 122 |
| Stacy Roest    | Medicine Hat | 72 | 48 | 72 | 120 | 48  |
| Craig Reicher  | Red Deer     | 72 | 52 | 67 | 119 | 153 |
| Jeff Friesen   | Regina       | 66 | 51 | 67 | 118 | 48  |
| Maksim Bets    | Spokane      | 63 | 46 | 70 | 116 | 111 |

## Séries éliminatoires
|  | Huitièmes de finale      | Huitièmes de finale      |                        |   | Quarts de finale | Quarts de finale |  |  | Demi-finales | Demi-finales |  |  | Finale | Finale |
|  | Huitièmes de finale      | Huitièmes de finale      |                        |   | Quarts de finale | Quarts de finale |  |  | Demi-finales | Demi-finales |  |  | Finale | Finale |
|  |                          |                          |                        |   |                  |                  |  |  |              |              |  |  |        |        |
|  |                          |                          |                        |   |                  |                  |  |  |              |              |  |  |        |        |
|  |                          |                          |                        |   |                  |                  |  |  |              |              |  |  |        |        |
|  | Blades de Saskatoon      |                          |                        |   |                  |                  |  |  |              |              |  |  |        |        |
|  |                          |                          |                        |   |                  |                  |  |  |              |              |  |  |        |        |
|  | Laissé-Passé             |                          |                        |   |                  |                  |  |  |              |              |  |  |        |        |
|  | Blades de Saskatoon      | 4                        |                        |   |                  |                  |  |  |              |              |  |  |        |        |
|  | Blades de Saskatoon      | 4                        |                        |   |                  |                  |  |  |              |              |  |  |        |        |
|  |                          | Broncos de Swift Current | 0                      |   |                  |                  |  |  |              |              |  |  |        |        |
|  | Broncos de Swift Current | Broncos de Swift Current | 0                      | 3 |                  |                  |  |  |              |              |  |  |        |        |
|  | Broncos de Swift Current |                          |                        | 3 |                  |                  |  |  |              |              |  |  |        |        |
|  | Tigers de Medicine Hat   | 0                        |                        |   |                  |                  |  |  |              |              |  |  |        |        |
|  | Tigers de Medicine Hat   | 0                        | Blades de Saskatoon    | 4 |                  |                  |  |  |              |              |  |  |        |        |
|  |                          |                          | Blades de Saskatoon    | 4 |                  |                  |  |  |              |              |  |  |        |        |
|  |                          | Wheat Kings de Brandon   | 1                      |   |                  |                  |  |  |              |              |  |  |        |        |
|  | Wheat Kings de Brandon   | Wheat Kings de Brandon   | 1                      | 3 |                  |                  |  |  |              |              |  |  |        |        |
|  | Wheat Kings de Brandon   |                          |                        | 3 |                  |                  |  |  |              |              |  |  |        |        |
|  | Pats de Regina           | 1                        |                        |   |                  |                  |  |  |              |              |  |  |        |        |
|  | Pats de Regina           | 1                        | Wheat Kings de Brandon | 4 |                  |                  |  |  |              |              |  |  |        |        |
|  |                          |                          | Wheat Kings de Brandon | 4 |                  |                  |  |  |              |              |  |  |        |        |
|  |                          | Hurricanes de Lethbridge | 1                      |   |                  |                  |  |  |              |              |  |  |        |        |
|  | Hurricanes de Lethbridge | Hurricanes de Lethbridge | 1                      | 3 |                  |                  |  |  |              |              |  |  |        |        |
|  | Hurricanes de Lethbridge |                          |                        | 3 |                  |                  |  |  |              |              |  |  |        |        |
|  | Rebels de Red Deer       | 1                        |                        |   |                  |                  |  |  |              |              |  |  |        |        |
|  | Rebels de Red Deer       | 1                        | Blades de Saskatoon    | 3 |                  |                  |  |  |              |              |  |  |        |        |
|  |                          |                          | Blades de Saskatoon    | 3 |                  |                  |  |  |              |              |  |  |        |        |
|  |                          | Blazers de Kamloops      | 4                      |   |                  |                  |  |  |              |              |  |  |        |        |
|  | Blazers de Kamloops      | Blazers de Kamloops      | 4                      |   |                  |                  |  |  |              |              |  |  |        |        |
|  |                          |                          |                        |   |                  |                  |  |  |              |              |  |  |        |        |
|  | Laissé-Passé             |                          |                        |   |                  |                  |  |  |              |              |  |  |        |        |
|  | Blazers de Kamloops      | 4                        |                        |   |                  |                  |  |  |              |              |  |  |        |        |
|  | Blazers de Kamloops      | 4                        |                        |   |                  |                  |  |  |              |              |  |  |        |        |
|  |                          | Thunderbirds de Seattle  | 2                      |   |                  |                  |  |  |              |              |  |  |        |        |
|  | Thunderbirds de Seattle  | Thunderbirds de Seattle  | 2                      | 3 |                  |                  |  |  |              |              |  |  |        |        |
|  | Thunderbirds de Seattle  |                          |                        | 3 |                  |                  |  |  |              |              |  |  |        |        |
|  | Chiefs de Spokane        | 0                        |                        |   |                  |                  |  |  |              |              |  |  |        |        |
|  | Chiefs de Spokane        | 0                        | Blazers de Kamloops    | 4 |                  |                  |  |  |              |              |  |  |        |        |
|  |                          |                          | Blazers de Kamloops    | 4 |                  |                  |  |  |              |              |  |  |        |        |
|  |                          | Winter Hawks de Portland | 2                      |   |                  |                  |  |  |              |              |  |  |        |        |
|  | Winter Hawks de Portland | Winter Hawks de Portland | 2                      |   |                  |                  |  |  |              |              |  |  |        |        |
|  |                          |                          |                        |   |                  |                  |  |  |              |              |  |  |        |        |
|  | Laissé-Passé             |                          |                        |   |                  |                  |  |  |              |              |  |  |        |        |
|  | Winter Hawks de Portland | 4                        |                        |   |                  |                  |  |  |              |              |  |  |        |        |
|  | Winter Hawks de Portland | 4                        |                        |   |                  |                  |  |  |              |              |  |  |        |        |
|  |                          | Rockets de Tacoma        | 0                      |   |                  |                  |  |  |              |              |  |  |        |        |
|  | Rockets de Tacoma        | Rockets de Tacoma        | 0                      | 3 |                  |                  |  |  |              |              |  |  |        |        |
|  | Rockets de Tacoma        |                          |                        | 3 |                  |                  |  |  |              |              |  |  |        |        |
|  | Americans de Tri-City    | 1                        |                        |   |                  |                  |  |  |              |              |  |  |        |        |
|  | Americans de Tri-City    | 1                        |                        |   |                  |                  |  |  |              |              |  |  |        |        |

## Honneurs et trophées
- Trophée Scotty-Munro, remis au champion de la saison régulière : Blazers de Kamloops.
- Trophée commémoratif des quatre Broncos, remis au meilleur joueur : Sonny Mignacca, Tigers de Medicine Hat.
- Trophée Daryl-K.-(Doc)-Seaman, remis au meilleur joueur étudiant : Byron Penstock, Wheat Kings de Brandon.
- Trophée Bob-Clarke, remis au meilleur pointeur : Lonny Bohonos, Winter Hawks de Portland.
- Trophée Brad-Hornung, remis au joueur ayant le meilleur esprit sportif : Lonny Bohonos, Wheat Winter Hawks de Portland.
- Trophée commémoratif Bill-Hunter, remis au meilleur défenseur : Brendan Witt, Thunderbirds de Seattle.
- Trophée Jim-Piggott, remis à la meilleure recrue : Wade Redden, Wheat Kings de Brandon.
- Trophée Del-Wilson, remis au meilleur gardien : Norm Maracle, Blades de Saskatoon.
- Trophée Dunc-McCallum, remis au meilleur entraîneur : Lorne Molleken, Blades de Saskatoon.
- Trophée Lloyd-Saunders, remis au membre exécutif de l'année : Bob Brown, Blazers de Kamloops.
- Trophée St. Clair Group, remis au meilleur membre des relations publique : Mark Miller, Winter Hawks de Portland.
- Trophée humanitaire de l'année, remis au joueur ayant démontré la meilleure implication auprès de sa communauté : Jason Widmer, Hurricanes de Lethbridge.
- Trophée plus-moins de la WHL, remis au joueur ayant le meilleur ratio +/- : Mark Wotton, Blades de Saskatoon.
- Trophée airBC, remis au meilleur joueur en série éliminatoire : Steve Passmore, Blazers de Kamloops.